# Ted Ligety
Theodore Sharp "Ted" Ligety, bivši ameriški alpski smučar, * 31. avgust 1984, Salt Lake City, Utah, ZDA
Ted Ligety je zlasti slovel kot specialist za veleslamom, v katerem je bil leta 2014 tudi svetovni prvak.

## Življenjepis
Ligety je začel smučati pri 2 letih v Park City Utah. V svetovnem pokalu je debitiral 22. novembra 2003 v Park Cityju. Največji dosežek je dosegel na olimpijskih igrah 2006, ko je zmagal v kombinaciji pred Ivico Kostelićem in Rainerjem Schönfelderjem. Na naslednjih olimpijskih igrah ˙(2010) ni ponovil uspeha ter osvojil 5. mesto v kombinaciji. Nastopil je na 4 svetovnih prvenstvih in postal svetovni prvak v veleslamu  2011, ter trikratni svetovni prvak SP v Schladmingu (2013)  v veleslalomu, superveleslalomu in kombinaciji. V svetovnem pokalu je osvojil 13 zmag v veleslamu. V letih 2008, 2010 , 2011 je osvojil tri male kristalne globuse v veleslalomu. Ligety je lastnik Shred Optics, kjer oblikuje izdelke, ki jih tudi sam uporablja. Podjetje izdeluje smučarska očala, sončna očala, smučarske čelade, rokavice in zaščitno opremo ki je prilagojena njegovem slogu smučanja.

## Zmage
Skupno je Ligety osvojil 15 zmag (vse v veleslalomu).
| Datum             | Kraj          | Disciplina |
| ----------------- | ------------- | ---------- |
| 5. marec 2006     | Yongpyong     | Veleslalom |
| 8. marec 2008     | Kranjska Gora | Veleslalom |
| 14. marec 2008    | Bormio        | Veleslalom |
| 28. februar 2009  | Kranjska Gora | Veleslalom |
| 29. januar 2010   | Kranjska Gora | Veleslalom |
| 5. december 2010  | Beaver Creek  | Veleslalom |
| 11. december 2010 | Val d'Isère   | Veleslalom |
| 19. december 2010 | Alta Badia    | Veleslalom |
| 23. oktober 2011  | Sölden        | Veleslalom |
| 6. december 2011  | Beaver Creek  | Veleslalom |
| 10. marec 2011    | Kranjska Gora | Veleslalom |
| 28. oktober 2012  | Sölden        | Veleslalom |
| 2. december 2012  | Beaver Creek  | Veleslalom |
| 16. december 2012 | Alta Badia    | Veleslalom |
| 12. januar 2013   | Adelboden     | Veleslalom |